# Хан, Янош
Янош Ксаба Хан (венг. Hahn János; 15 марта 1995, Сексард, Венгрия) — венгерский футболист, нападающий клуба ДАК 1904 и сборной Венгрии. Участник чемпионата Европы 2020 года.

## Клубная карьера
Хан — воспитанник клуба «Пакш». 30 ноября 2012 года в матче против «Ломбарда» он дебютировал в чемпионате Венгрии. Летом 2013 года Хан перешёл в клуб «Академия Пушкаша». 13 ноября в поединке Кубка венгерской лиги против «Сигетсентмиклоша» он дебютировал за основной состав. Летом 2014 года Хан вернулся в обратно в «Пакш». 23 мая 2015 года в поединке против «Ломбарда» Янош забил свой первый гол за клуб. В сезоне 2020/2021 в матчах против МТК и «Будафока» он сделал по хет-трику, а в поединке против «Академии Пушкаша» забил «покер». По итогам сезона Янош стал лучшим бомбардиром чемпионата. Летом 2021 года Хан перешел в словацкий ДАК 1904. В матче против столичного «Слована» он дебютировал в Фортуна лиги. 1 октября в поединке против «ВиОна» Янош сделал «дубль», забив свои первые голы за ДАК 1904.

## Международная карьера
4 июня 2021 года в товарищеском матче против сборной Кипра Хан дебютировал за сборную Венгрии. В 2021 году Янош в составе сборной принял участие в чемпионате Европы. На турнире он был запасным и на поле не вышел.